# P-832 Drava
P-832 Drava bila je napadna podmornica klase Sava. Izgrađena je 1980. u Brodogradilištu specijalnih objekata u Splitu za potrebe tadašnje Jugoslavenske ratne mornarice.
Raspadom SFRJ podmornica je odvezena u Crnu Goru gdje je služila u mornarici SR Jugoslavije. Generalni remont prekinut je 1998. nakon čega je i povučena iz operativne uporabe.